# القويرة (حريضة)

'

تعديل مصدري - تعديل

القويرة هي إحدى قرى عزلة حريضة بمديرية حريضة التابعة لمحافظة حضرموت، بلغ تعداد سكانها 156 نسمة حسب تعداد اليمن لعام 2004.